# Królowie Malezji

Sztandar króla Malezji

Chronologiczna lista władców Malezji

## Królowie Malezji(1957–)
Król Malezji to oficjalnie: Yang di-Pertuan Agong
| #  | Imię                                              |          | Lata życia                         | Lata życia                        | Czas rządów      | Czas rządów               | Rodzice | Stan            |
| #  | Imię                                              | Urodzony | Zmarł                              | Od                                | Do               |                           | Rodzice | Stan            |
| -- | ------------------------------------------------- | -------- | ---------------------------------- | --------------------------------- | ---------------- | ------------------------- | --- | --------------- |
| 1  | Tuanku Abdul Rahman ibni Almarhum Tuanku Muhammad |          | 24 sierpnia 1895 Seri Menanti      | 1 kwietnia 1960 Kuala Lumpur      | 31 sierpnia 1957 | 1 kwietnia 1960           | Tuanku Muhammad ibni Almarhum Tuanku Antah Tunku Halija binti Tunku Muda Chik                                         | Negeri Sembilan |
| 2  | Hisamuddin                                        |          | 13 maja 1890 Kuala Langat          | 1 września 1960 Kuala Lumpur      | 14 kwietnia 1960 | 1 września 1960           | Alaeddin Sulaiman Shah ibni Al-Marhum Raja Muda Raja Musa Cik Puan Hasnah Binti Pilong                                | Selangor        |
| 3  | Putra                                             |          | 25 listopada 1920 Arau             | 16 kwietnia 2000 Kuala Lumpur     | 21 września 1960 | 20 września 1965          | Tuan Syed Hassan ibni Almarhum Tuan Syed Mahmud Jamalullail Che Puan Wan Teh Binti Wan Endut                          | Perlis          |
| 4  | Ismail Nasiruddin                                 |          | 27 stycznia 1907 Kuala Terengganu  | 20 września 1979 Kuala Terengganu | 21 września 1960 | 20 września 1970          | Zainal Abidin III Mu’azzam Shah ibni Almarhum Sultan Ahmad Cik Maimunah Binti Abdullah                                | Terengganu      |
| 5  | Tuanku Abdul Halim po raz pierwszy                |          | 28 listopada 1927 Alor Setar       | 11 września 2017 Alor Setar       | 21 września 1970 | 20 września 1975          | Badli Szach Sofia binti Mahmud                                                                                        | Kedah           |
| 6  | Yahya Petra                                       |          | 10 grudnia 1917 Kuala Lumpur       | 29 marca 1979 Kuala Lumpur        | 21 września 1975 | 20 marca 1979             | Ibrahim Ibni Almarhum Sultan Muhammad IV Embong Binti Daud                                                            | Kelantan        |
| 7  | Ahmad Shah                                        |          | 24 października 1930 Pekan         | 22 maja 2019 Kuala Lumpur         | 26 kwietnia 1979 | 10 maja 1984              | Abu Bakar Tengku Ampuan Besar Raja Fatimah binti Almarhum Sultan Iskandar Shah Kaddasullah                            | Pahang          |
| 8  | Iskandar                                          |          | 8 kwietnia 1932 Johor Bahru        | 22 stycznia 2010 Johor Bahru      | 26 kwietnia 1984 | 25 kwietnia 1989          | Ismail Abd al-Hamud Szach Ungku Tun Aminah Binti Ungku Ahmad                                                          | Johor           |
| 9  | Azlan Shah                                        |          | 19 kwietnia 1928 Batu Gejah        | 28 maja 2014 Kuala Lumpur         | 26 kwietnia 1989 | 25 kwietnia 1994          | Jusuf Izz ad-Dina Szach Toh Puan Besar Hatijah binti Toh Indera Wangsa Ahmad                                          | Perak           |
| 10 | Tuanku Jaafar                                     |          | 19 lipca 1922 Kelang               | 27 grudnia 2008 Seremban          | 26 kwietnia 1994 | 25 kwietnia 1999          | Tuanku Abdul Rahman ibni Almarhum Tuanku Muhammad Tunku Puan Chik                                                     | Negeri Sembilan |
| 11 | Salahuddin                                        |          | 8 marca 1928 Istana Bandar Temasya | 21 listopada 2001 Kuala Lumpur    | 26 kwietnia 1999 | 21 listopada 2001         | Hisamuddin Cik Puan Hasnah Binti Pilong                                                                               | Selangor        |
| 12 | Tuanku Syed Sirajuddin                            |          | 17 maja 1943 Arau                  |                                   | 13 grudnia 2001  | 12 grudnia 2006           | Putra Tengku Budriah binti Tengku Ismail                                                                              | Perlis          |
| 13 | Tuanku Mizan Zainal Abidin                        |          | 22 stycznia 1962 Kuala Terengganu  |                                   | 13 grudnia 2006  | 12 grudnia 2011           | Mahmud al-Muktafi Billah Szach Tengku Besar Terengganu Dato' Seri Sharifah Nong Fatimah binti Syed Abdullah Al Saggof | Terengganu      |
| 14 | Tuanku Abdul Halim po raz drugi                   |          | 28 listopada 1927 Alor Setar       | 11 września 2017 Alor Setar       | 13 grudnia 2011  | 12 grudnia 2016           | Badli Szach Sofia binti Mahmud                                                                                        | Kedah           |
| 15 | Muhammad V Faris Petra                            |          | 6 października 1969 Kota Bharu     |                                   | 13 grudnia 2016  | 6 stycznia 2019 Abdykował | Tuanku Ismail Petra Tengku Anis Tengku Abdul Hamid                                                                    | Kelantan        |
| 16 | Tengku Abdullah                                   |          | 30 lipca 1959 Pekan                |                                   | 31 stycznia 2019 | 30 stycznia 2024          | Ahmad Szach Tengku Ampuan Afzan                                                                                       | Pahang          |
| 17 | Ibrahim ibni Almarhum                             |          | 22 listopada 1958 Johor Bahru      |                                   | 31 stycznia 2024 |                           | Iskandar Kalsom binti Abdullah                                                                                        | Johor           |